# مايو 2007
مايو 2007 هو الشهر الخامس من عام 2007. بدأ الشهر يوم الثلاثاء، وانتهى يوم الخميس بعد 31 يومًا.

## بوابة:أحداث جارية
| \| 1 مايو 2007 (الثلاثاء) \| عدل \| تاريخ \| راقب \| تصفح \| |     |       |      |      |
| - واشنطن تقر بوجود خلاف بين العراق والسعودية (بي بي سي) - 32 قتيلا في تفجير انتحاري في الخالص (بي بي سي) - السجن لمدة عام لأول مجرم حرب بريطاني (بي بي سي) - السعودية تعتزم إلغاء 80% من ديون العراق بشرم الشيخ (الجزيرة) - مجلس الأمن يدعو المغرب والبوليساريو لمفاوضات مباشرة (الجزيرة) - عشرات القتلى والجرحى في العنف المستمر بالعراق (الجزيرة) |     |       |      |      |
| 1 مايو 2007 (الثلاثاء) | عدل | تاريخ | راقب | تصفح |

| 1 مايو 2007 (الثلاثاء) | عدل | تاريخ | راقب | تصفح |

| \| 2 مايو 2007 (الأربعاء) \| عدل \| تاريخ \| راقب \| تصفح \| |     |       |      |      |
| - بوش يستخدم حق النقض ضد قانون الانسحاب من العراق. (بي بي سي) - المصريون يحبون أمريكا ويكرهونها في آن واحد. (بي بي سي) - قوات الاتحاد الأفريقي تسير دوريات في مقديشو. (بي بي سي) - أفغانستان تجند عناصر جديدة للشرطة لمواجهة طالبان. (الجزيرة) - نواب كاديما يؤيدون استقالة أولمرت بعد تقرير حرب لبنان. (الجزيرة) |     |       |      |      |
| 2 مايو 2007 (الأربعاء) | عدل | تاريخ | راقب | تصفح |

| 2 مايو 2007 (الأربعاء) | عدل | تاريخ | راقب | تصفح |

| \| 3 مايو 2007 (الخميس) \| عدل \| تاريخ \| راقب \| تصفح \| |     |       |      |      |
| - جمال مبارك ينفي نيته الترشح لرئاسة مصر (بي بي سي) - مؤتمر شرم الشيخ حول العراق يبدأ اعماله الخميس (بي بي سي) - أولمرت يرفض دعوات الاستقالة (بي بي سي) - بوش والديمقراطيون يبحثون عن حل وسط (بي بي سي) - منظمات حقوقية تدين الحكم بالسجن على صحفية بالجزيرة (الجزيرة) - الخرطوم ترفض مذكرة توقيف دولية بحق وزير (الجزيرة) - السعودية ترفض اجتماعا تحضره إسرائيل لتفعيل المبادرة (الجزيرة) |     |       |      |      |
| 3 مايو 2007 (الخميس) | عدل | تاريخ | راقب | تصفح |

| 3 مايو 2007 (الخميس) | عدل | تاريخ | راقب | تصفح |

| \| 4 مايو 2007 (الجمعة) \| عدل \| تاريخ \| راقب \| تصفح \| |     |       |      |      |
| - اليوم الثاني من مؤتمر شرم الشيخ يركز على امن العراق (بي بي سي) - اتهامات لأحمدي نجاد بـ"عدم اللياقة" بعد أن قبل يد معلمته المسنة (بي بي سي) - الجيش الأمريكي يؤكد مقتل أحد قادة القاعدة في العراق (بي بي سي) - مطالبات بإطلاق سامي الحاج في اليوم العالمي للصحافة (الجزيرة) - هنية يقول إن حل السلطة مطروح ويرحب بزيارة جنوب أفريقيا (الجزيرة) - كوبا تحبط خطف طائرة وتلقي باللوم على أميركا (الجزيرة) - تظاهرات حاشدة بتل أبيب تطالب أولمرت بالاستقال (الجزيرة) |     |       |      |      |
| 4 مايو 2007 (الجمعة) | عدل | تاريخ | راقب | تصفح |

| 4 مايو 2007 (الجمعة) | عدل | تاريخ | راقب | تصفح |

| \| 5 مايو 2007 (السبت) \| عدل \| تاريخ \| راقب \| تصفح \| |     |       |      |      |
| - مقتل 3 نشطاء فلسطينيين في الضفة الغربية (بي بي سي) - اختتام مؤتمر شرم الشيخ دون اتفاق أمريكي إيراني (بي بي سي) - الجنود الأمريكيون في العراق "يتسامحون إزاء التعذيب (بي بي سي) - محادثات بين واشنطن وموسكو بشأن الدرع الصاروخي (بي بي سي) - حماس ترفض وإسرائيل تتحفظ على خطة أمنية أميركي (الجزيرة) - أردوغان يلتقي قائد الجيش التركي بمكتبه دون سابق إعلان (الجزيرة) - إيران تفتتح محطة نووية العام الجاري (الجزيرة) |     |       |      |      |
| 5 مايو 2007 (السبت) | عدل | تاريخ | راقب | تصفح |

| 5 مايو 2007 (السبت) | عدل | تاريخ | راقب | تصفح |

| \| 6 مايو 2007 (الأحد) \| عدل \| تاريخ \| راقب \| تصفح \| |     |       |      |      |
| - الفرنسيون يختارون رئيسا جديدا اليوم (بي بي سي) - مقتل 9 ودمار بلدة كاملة في إعصار بأمريكا (بي بي سي) - اكتشاف مقابر جماعية في جنوب كولومبيا (بي بي سي) - مفاوض نووي إيران متهم بالتجسس (بي بي سي) - عشرات القتلى بالعراق وزعيم القاعدة ينفي الاقتتال الداخلي (الجزيرة) - البحث عن حطام الطائرة الكينية في أحراش الكاميرون (الجزيرة) - تركيا تتجه لاختيار الرئيس شعبيا ومظاهرات العلمانيين تتواصل (الجزيرة) - بعد عام من توقيعه.. العقبات تعترض اتفاق أبوجا (الجزيرة) |     |       |      |      |
| 6 مايو 2007 (الأحد) | عدل | تاريخ | راقب | تصفح |

| 6 مايو 2007 (الأحد) | عدل | تاريخ | راقب | تصفح |

| \| 8 مايو 2007 (الثلاثاء) \| عدل \| تاريخ \| راقب \| تصفح \| |     |       |      |      |
| - أمنستي تتهم السودان بنقل أسلحة إلى دارفور (بي بي سي) - تعديل دستوري في تركيا بشأن انتخاب الرئيس (بي بي سي) - أولمرت ينجو من اقتراعات بحجب الثقة (بي بي سي) - عباس يبحث مع هنية الوضع الأمني (بي بي سي) - تحركات مكثفة بالقاهرة لحل أزمة دارفور (الجزيرة) - الشغب متواصل في باريس وساركوزي بمالطا للاستجمام (الجزيرة) - أدلة تثبت تورط دول عربية بفضيحة سجون CIA السرية (الجزيرة) - انطلاق فعاليات مؤتمر الدوحة الخامس لحوار الأديان (الجزيرة) - إيران تنفي عزمها تعليق النووي وسولانا يسعى لجولة جديدة (الجزيرة) |     |       |      |      |
| 8 مايو 2007 (الثلاثاء) | عدل | تاريخ | راقب | تصفح |

| 8 مايو 2007 (الثلاثاء) | عدل | تاريخ | راقب | تصفح |

| \| 9 مايو 2007 (الأربعاء) \| عدل \| تاريخ \| راقب \| تصفح \| |     |       |      |      |
| - انفجار سيارة مفخخة في أربيل (بي بي سي) - إسقاط اتهامات أمريكية عن كوبي متهم بإسقاط طائرة (بي بي سي) - القذافي ينتقد اتفاق الرياض بين السودان وتشاد (بي بي سي) - الفصائل الفلسطينية ترفض إعطاء "هدنة مجانية" لإسرائيل (بي بي سي) - مطالب بتعديل أبوجا ومقترحات لمصالحة شاملة بالسودان (الجزيرة) - بدء التصويت لرئاسيات تيمور الشرقية (الجزيرة) - القضاء المصري يوقف إحالة قادة الإخوان للمحاكم العسكرية (الجزيرة) - البيت الأبيض يعارض مشروع تمويل مرحلي جديد للحرب-(سي إن إن) - سجن خبيرة إيرانية أمريكية بطهران-(سي إن إن) |     |       |      |      |
| 9 مايو 2007 (الأربعاء) | عدل | تاريخ | راقب | تصفح |

| 9 مايو 2007 (الأربعاء) | عدل | تاريخ | راقب | تصفح |

| \| 10 مايو 2007 (الخميس) \| عدل \| تاريخ \| راقب \| تصفح \| |     |       |      |      |
| - انتشار واسع لقوات الأمن في غزة (بي بي سي) - تشيني يبحث مع المالكي جهود وقف العنف بالعراق (بي بي سي) - مقتل 21 مدنيا افغانيا في غارة جوية (بي بي سي) - الإمارات تفرج عن بحارة إيرانيين وتستعد لزيارة نجاد (بي بي سي) - مؤتمر الدوحة ينشئ مركزا للحوار بين الأديان (الجزيرة) - تقرير أميركي: معدل وفيات الأطفال العراقيين الأعلى بالعالم (الجزيرة) - تواصل المظاهرات بباريس ضد ساركوزي (الجزيرة) - واشنطن تلوح بقرار عقوبات جديد ضد إيران (الجزيرة) - العراق: 25 قتيلاً بينهم أربعة صحفيين-(سي إن إن) - اختطاف 4 عمال أمريكيين بجنوب نيجيريا-(سي إن إن) - "القاعدة" بشمال أفريقيا تتوعد بهجمات-(سي إن إن) - موت أضخم نجم عملاق في الكون-(سي إن إن) |     |       |      |      |
| 10 مايو 2007 (الخميس) | عدل | تاريخ | راقب | تصفح |

| 10 مايو 2007 (الخميس) | عدل | تاريخ | راقب | تصفح |

| \| 11 مايو 2007 (الجمعة) \| عدل \| تاريخ \| راقب \| تصفح \| |     |       |      |      |
| - الديموقراطيون يتحدون بوش (بي بي سي) - الأسد يلوح بعدم التعاون مع محكمة الحريري (بي بي سي) - مسيحيو العراق يناشدون الحكومة حمايتهم (بي بي سي) - مشروع قرار غربي لدعم خطة استقلال كوسوفو (الجزيرة) - الأمم المتحدة تستبعد حربا جديدة وحزب الله ينتقد تقريرها (الجزيرة) - إيران تمنع مفتشي وكالة الذرية من دخول منشأة ناتنز (الجزيرة) - مصرع ثلاثة جنود أميركيين بالعراق ورايس تعارض الانسحاب (الجزيرة) - البرلمان العراقي يقاضي فضائية "الجزيرة"-(سي إن إن) - بلير يتنحى من منصبه في الحزب والحكومة-(سي إن إن) - مسلحون يعدمون 9 من عناصر الشرطة والجيش العراقيين-(سي إن إن) |     |       |      |      |
| 11 مايو 2007 (الجمعة) | عدل | تاريخ | راقب | تصفح |

| 11 مايو 2007 (الجمعة) | عدل | تاريخ | راقب | تصفح |

| \| 12 مايو 2007 (السبت) \| عدل \| تاريخ \| راقب \| تصفح \| |     |       |      |      |
| - تشيني يحذر إيران (بي بي سي) - جرحى في صدامات طائفية بمصر (بي بي سي) - مقتل 23 في تفجيرين انتحاريين ببغداد (بي بي سي) - مقتل عشرة طالبانيين بغارة ورهينة فرنسا يتوجه إليها (الجزيرة) - براون يقر بأخطاء في العراق وبلير يدعمه لرئاسة الحكومة (الجزيرة) - قتيلان بكراتشي ومظاهرات لأنصار المعارضة والحكومة (الجزيرة) - مجلس إدارة البنك الدولي اعتبر ولفويتز مخالفا للأخلاقيات (الجزيرة) - تجدد الاشتباكات بين حماس وفتح-(سي إن إن) - قائد القوات الأمريكية في الباسفيك يلتقي بقيادات صينية-(سي إن إن) |     |       |      |      |
| 12 مايو 2007 (السبت) | عدل | تاريخ | راقب | تصفح |

| 12 مايو 2007 (السبت) | عدل | تاريخ | راقب | تصفح |

| \| 13 مايو 2007 (الأحد) \| عدل \| تاريخ \| راقب \| تصفح \| |     |       |      |      |
| - ديك تشيني يواصل جولته العربية (بي بي سي) - مقتل 5 جنود أمريكيين وفقد 3 جنوب بغداد (بي بي سي) - الرئيس الإيراني يزور أبو ظبي (بي بي سي) - استمرار البحث عن ثلاثة جنود أمريكيين فقدوا في "مثلث الموت"-(سي إن إن) - مقتل 33 باكستانياً في مصادمات بكراتشي-(سي إن إن) - مسيرات مليونية عالمية لـ"مكافحة الجوع"-(سي إن إن) - روسيا ترفض مشروع قرار كوسوفو وتصفه بغير المقبول [http://www.aljazeera.net/NR/exeres/1A0D8748-0DB1-45F4-A122-8A094757960F.htm (الجزيرة)] - نجاد: إيران لن ترضخ للضغوط بشأن برنامجها النووي (الجزيرة) - مسلمو البوسنة يشيعون ضحايا التطهير العرقي (الجزيرة) |     |       |      |      |
| 13 مايو 2007 (الأحد) | عدل | تاريخ | راقب | تصفح |

| 13 مايو 2007 (الأحد) | عدل | تاريخ | راقب | تصفح |

| \| 14 مايو 2007 (الإثنين) \| عدل \| تاريخ \| راقب \| تصفح \| |     |       |      |      |
| - اتفاق على وقف لإطلاق النار بين فتح وحماس (بي بي سي) - مبارك يعارض بناء جسر يربط مصر والسعودية (بي بي سي) - أحمدي نجاد يقود مظاهرات ضد أمريكا في دبي (بي بي سي) - تنظيم "القاعدة" يعلن مسؤوليته عن خطف الجنود الأمريكيين-(سي إن إن) - الناتو يؤكد مقتل الملا داد الله القائد العسكري لحركة طالبان-(سي إن إن) - 1.5 مليون بأكبر مظاهرة للعلمانيين ضد الحكومة التركية-(سي إن إن) - القاعدة تدعو الجزائريين لمقاطعة الانتخابات التشريعية (الجزيرة) - رايس في موسكو لتفادي "كارثة دبلوماسية" (الجزيرة) - تشيني بالأردن وحوار أميركي إيراني قريب بشأن العراق (الجزيرة) |     |       |      |      |
| 14 مايو 2007 (الإثنين) | عدل | تاريخ | راقب | تصفح |

| 14 مايو 2007 (الإثنين) | عدل | تاريخ | راقب | تصفح |

| \| 15 مايو 2007 (الثلاثاء) \| عدل \| تاريخ \| راقب \| تصفح \| |     |       |      |      |
| - الفصائل الفلسطينية "تتفق على هدنة جديدة" (بي بي سي) - مصر : حكم يؤيد مثول الاخوان أمام القضاء العسكري (بي بي سي) - "القاعدة" تحذر الجيش الأمريكي من البحث عن مفقوديه بالعراق-(سي إن إن) - بدء محاكمة الأمريكي "المهاجر" بتهمة مساندة الإرهاب-(سي إن إن) - مصرع 10 في انفجار بمقهى جنوبي موسكو-(سي إن إن) - الجيش الأميركي يخسر ستة جنود بالعراق ويقر بفقدان ثلاث (الجزيرة) - القذافي يفند إشاعة مرضه ويهدد بمقاضاة مروجيها (الجزيرة) |     |       |      |      |
| 15 مايو 2007 (الثلاثاء) | عدل | تاريخ | راقب | تصفح |

| 15 مايو 2007 (الثلاثاء) | عدل | تاريخ | راقب | تصفح |

| \| 16 مايو 2007 (الأربعاء) \| عدل \| تاريخ \| راقب \| تصفح \| |     |       |      |      |
| - موجة جديدة من القتال بين فتح وحماس (بي بي سي) - البنك الدولي يؤجل اتخاذ قرار بشأن مصير وولفوويتز (بي بي سي) - مقتل 4 أشخاص وإصابة 20 في انفجار قنبلة في الصومال (بي بي سي) - وفاة الوجه الديني اليميني الأمريكي جيري فالويل-(سي إن إن) - 49 قتيلاً وجريحاً بانفجار فندق في باكستان-(سي إن إن) - مفاعل نووي أردني خلال 10 سنوات-(سي إن إن) - استمرار العنف والبحث عن الأميركيين المفقودين بالعراق (الجزيرة) - رايس ترفض اعتراضات موسكو على الدرع الصاروخي بأوروبا (الجزيرة) - مجلس الأمن يستعد لقرار ملزم بشأن محكمة الحريري (الجزيرة) - الملك عبد الله: الاراضي الأردنية لن تستخدم لضرب إيران (رويترز) |     |       |      |      |
| 16 مايو 2007 (الأربعاء) | عدل | تاريخ | راقب | تصفح |

| 16 مايو 2007 (الأربعاء) | عدل | تاريخ | راقب | تصفح |

| \| 17 مايو 2007 (الخميس) \| عدل \| تاريخ \| راقب \| تصفح \| |     |       |      |      |
| - مقتل 22 في "أشرس" اشتباكات بين فتح وحماس في غزة (بي بي سي) - الجزائريون يدلون بأصواتهم في الانتخابات البرلمانية (بي بي سي) - البنتاغون يعرض مكافأة للعثور على الجنود المفقودين في العراق-(سي إن إن) - مقتل خمسة في هجوم على نقطة تفتيش شمالي باكستان-(سي إن إن) - خامنئي: المباحثات لتذكير الأمريكيين بمسؤولياتهم بالعراق-(سي إن إن) - موسكو تقلل من الخلافات قبيل قمة مع الأوروبيين (الجزيرة) - مجلس الشيوخ الأمريكي يرفض جدولا زمنيا للانسحاب من العراق (الجزيرة) - قانون إسرائيلي يربط الانسحاب من الجولان باستفتاء شعبي (الجزيرة) - رئيس الوزراء الاثيوبي يستبعد الانسحاب قريبا من الصومال (رويترز) - إطلاق رصاص قرب منزل هنية ولم يصب أحد بسوء (رويترز) |     |       |      |      |
| 17 مايو 2007 (الخميس) | عدل | تاريخ | راقب | تصفح |

| 17 مايو 2007 (الخميس) | عدل | تاريخ | راقب | تصفح |

| \| 18 مايو 2007 (الجمعة) \| عدل \| تاريخ \| راقب \| تصفح \| |     |       |      |      |
| - وفاق سطيف الجزائري بطل لدوري العرب (الجزيرة) - ضربات إسرائيلية جديدة في غزة (بي بي سي) - مقتل طفل في انفجار بجنوب الفلبين (بي بي سي) - ساركوزي يتهيأ لاعلان حكومة مقلّصة نصفها من النساء (بي بي سي) - بول ولفوويتز يتنحى عن منصب-(سي إن إن) - مقتل 7 فلسطينيين بغارات وإسرائيل تتوغل في غزة-(سي إن إن) - عباس يؤجل زيارته إلى غزة-(سي إن إن) - انتخاب مصر وقطر في مجلس حقوق الإنسان (الجزيرة) - نسبة مشاركة متدنية بانتخابات الجزائر التشريعية (الجزيرة) - مشروع قرار أمريكي بريطاني فرنسي لتشكيل محكمة لقتلة الحريري (رويترز) - تقرير: العراق على شفا الانهيار (رويترز) |     |       |      |      |
| 18 مايو 2007 (الجمعة) | عدل | تاريخ | راقب | تصفح |

| 18 مايو 2007 (الجمعة) | عدل | تاريخ | راقب | تصفح |

| \| 20 مايو 2007 (الأحد) \| عدل \| تاريخ \| راقب \| تصفح \| |     |       |      |      |
| - اشتباكات بين الجيش اللبناني وإسلاميين فلسطينيين (بي بي سي) - تجدد سقوط صواريخ فلسطينية على جنوب إسرائيل (بي بي سي) - 40 قتيلاً وجريحاً في هجوم انتحاري جنوبي أفغانستان-(سي إن إن) - جيمي كارتر ينتقد "خنوع" بلير لبوش ويصف تحالفهما بأنه "مأساة"-(سي إن إن) - "مجزرة" جديدة بالعراق قرب حدود إيران-(سي إن إن) - رئيس الصومال يشترط لإشراك المحاكم بمؤتمر المصالحة (الجزيرة) - اعتقال 12 مشتبها بدعم تفجيرات الجزائر وجماعة سلفية تدينها (الجزيرة) |     |       |      |      |
| 20 مايو 2007 (الأحد) | عدل | تاريخ | راقب | تصفح |

| 20 مايو 2007 (الأحد) | عدل | تاريخ | راقب | تصفح |

| \| 21 مايو 2007 (الإثنين) \| عدل \| تاريخ \| راقب \| تصفح \| |     |       |      |      |
| - انفجار يهز الاشرفية ببيروت (بي بي سي) - غارة إسرائيلية على منزل قائد حماس في غزة (بي بي سي) - مقتل 7 جنود أمريكيين في بغداد (بي بي سي) - الملكة نور: السلام سيحل عندما تصرخ الأمهات "كفى"-(سي إن إن) - 3 قتلى وجريحان في إطلاق نار بمدينة "موسكو" الأمريكية-(سي إن إن) - السلطات الجزائرية تعلن تفكيك "خلية إرهابية"-(سي إن إن) - حوار عربي إسرائيلي ساخن حول آفاق تحقيق السلام (الجزيرة) - بدء محاكمة عشرات الإسلاميين في موريتانيا (الجزيرة) |     |       |      |      |
| 21 مايو 2007 (الإثنين) | عدل | تاريخ | راقب | تصفح |

| 21 مايو 2007 (الإثنين) | عدل | تاريخ | راقب | تصفح |

| \| 23 مايو 2007 (الأربعاء) \| عدل \| تاريخ \| راقب \| تصفح \| |     |       |      |      |
| - الآلاف ينزحون عن مخيم نهر البارد شمال لبنان (بي بي سي) - مقتل 5 في انفجار بأنقرة (بي بي سي) - اليابان: تحقيقات حول تسريب معلومات سرية-(سي إن إن) - 3 غارات إسرائيلية على غزة وتهديدات بـ"تصفية" هنية-(سي إن إن) - تصاعد العنف بالعراق والمالكي يقدم حصيلة حكومته (الجزيرة) - لاجئون أفارقة يواصلون اعتصامهم في المغرب (الجزيرة) - احتجاج غربي على تصريحات البرادعي بشأن نووي إيران (الجزيرة) |     |       |      |      |
| 23 مايو 2007 (الأربعاء) | عدل | تاريخ | راقب | تصفح |

| 23 مايو 2007 (الأربعاء) | عدل | تاريخ | راقب | تصفح |

| \| 26 مايو 2007 (السبت) \| عدل \| تاريخ \| راقب \| تصفح \| |     |       |      |      |
| - مزيد من الذخيرة الأميركية للبنان وقافلة تدخل نهر البارد. (الجزيرة) - مروحية عسكرية تابعة للجيش الأميركي تتحطم خلال تدريب مشترك مع الجيش الأردني جنوب الأردن. (الجزيرة) - المزيد من الضحايا العراقيين والأمريكيين بالعنف المستمر في العراق. (الجزيرة) |     |       |      |      |
| 26 مايو 2007 (السبت) | عدل | تاريخ | راقب | تصفح |

| 26 مايو 2007 (السبت) | عدل | تاريخ | راقب | تصفح |